# Cupa Cupelor 1971-1972
Sezonul 1971-1972 al Cupei Cupelor a fost câștigat de Rangers, care a învins-o în finală pe formația Dinamo Moscova.

## Runda preliminară
| Echipa 1   | General  | Echipa 1      | Tur   | Retur |
| ---------- | -------- | ------------- | ----- | ----- |
| BK 1909    | 4 - 4(a) | Austria Viena | 4 - 2 | 0 - 2 |
| Hibernians | 3 - 2    | Fram          | 3 - 0 | 0 - 2 |

## Prima rundă
| Echipa 1             | General  | Echipa 1             | Tur   | Retur  |
| -------------------- | -------- | -------------------- | ----- | ------ |
| Distillery           | 1 - 7    | Barcelona            | 1 - 3 | 0 - 4  |
| Hibernians           | 0 - 1    | Steaua București     | 0 - 0 | 0 - 1  |
| Servette             | 2 - 3    | Liverpool            | 2 - 1 | 0 - 2  |
| TJ Škoda Plzeň       | 1 - 7    | Bayern München       | 0 - 1 | 1 - 6  |
| Limerick             | 0 - 5    | Torino               | 0 - 1 | 0 - 4  |
| Dinamo Tirana        | 1 - 2    | Austria Viena        | 1 - 1 | 0 - 1  |
| Rennes               | 1 - 2    | Rangers              | 1 - 1 | 0 - 1  |
| Sporting             | 7 - 0    | Lyn Oslo             | 4 - 0 | 3 - 0  |
| Zagłębie Sosnowiec   | 4 - 5    | Åtvidaberg           | 3 - 4 | 1 - 1  |
| Jeunesse Hautcharage | 0 - 21   | Chelsea              | 0 - 8 | 0 - 13 |
| Beerschot            | 8 - 0    | Anorthosis Famagusta | 7 - 0 | 1 - 0  |
| Dinamo Berlin        | 2(p) - 2 | Cardiff City         | 1 - 1 | 1 - 1  |
| Levski-Spartak       | 1 - 3    | Sparta Rotterdam     | 1 - 1 | 0 - 2  |
| Komlói Bányász       | 4 - 8    | Steaua Roșie Belgrad | 2 - 7 | 2 - 1  |
| Mikkeli              | 0 - 4    | Eskișehirspor        | 0 - 0 | 0 - 4  |
| Olympiacos           | 2 - 3    | Dinamo Moscova       | 0 - 2 | 2 - 1  |

### Prima rundă
| Limerick | 0 – 1 | Torino      |
| -------- | ----- | ----------- |
|          |       | Rampanti 8' |

| Stade Rennes | 1 – 1 | Rangers      |
| ------------ | ----- | ------------ |
| Redon 11'    |       | Johnston 68' |

| TJ Škoda Plzeň | 0 – 1 | Bayern München |
| -------------- | ----- | -------------- |
|                |       | Sühnholz 76'   |

### A doua rundă
| Torino                       | 4 – 0 | Limerick |
| ---------------------------- | ----- | -------- |
| Toschi 46' 74' 83' Luppi 80' |       |          |

Torino a câștigat cu 5–0 la general.
| Rangers       | 1 – 0 | Stade Rennes |
| ------------- | ----- | ------------ |
| MacDonald 37' |       |              |

Rangers a câștigat cu 2–1 la general.
| Bayern München                                             | 6 – 1 | TJ Škoda Plzeň |
| ---------------------------------------------------------- | ----- | -------------- |
| G. Müller 1' 75' Hoffmann 50' 70' Krauthausen 15' Roth 88' |       | Bican 5'       |

Bayern a câștigat cu 7–1 la general.

## Second round
| Echipa 1         | General    | Echipa 1             | Tur   | Retur |
| ---------------- | ---------- | -------------------- | ----- | ----- |
| Barcelona        | 1 - 3      | Steaua București     | 0 - 1 | 1 - 2 |
| Liverpool        | 1 - 3      | Bayern München       | 0 - 0 | 1 - 3 |
| Torino           | 1 - 0      | Austria Viena        | 1 - 0 | 0 - 0 |
| Rangers          | 6(a) - 6 1 | Sporting             | 3 - 2 | 3 - 4 |
| Åtvidaberg       | 1(a) - 1   | Chelsea              | 0 - 0 | 1 - 1 |
| Beerschot        | 2 - 6      | Dinamo Berlin        | 1 - 3 | 1 - 3 |
| Sparta Rotterdam | 2 - 3      | Steaua Roșie Belgrad | 1 - 1 | 1 - 2 |
| Eskișehirspor    | 0 - 2      | Dinamo Moscova       | 0 - 1 | 0 - 1 |

### Prima rundă
| Torino      | 1 – 0 | Austria Viena |
| ----------- | ----- | ------------- |
| Agroppi 81' |       |               |

| Rangers                     | 3 – 2 | Sporting CP                |
| --------------------------- | ----- | -------------------------- |
| Stein 5', 10' Henderson 30' |       | Chico Faria 67' Vagner 88' |

### A doua rundă
| Austria Viena | 0 – 0 | Torino |
| ------------- | ----- | ------ |
|               |       |        |

Torino a câștigat cu 1–0 la general.
| Sporting CP                                                    | 4 – 3 | Rangers                       |
| -------------------------------------------------------------- | ----- | ----------------------------- |
| Yazalde 25' Laranjeira 38' Pedro Gomes 87' Fernando Peres 115' |       | Stein 26', 46' Henderson 100' |

Rangers 6–6 Sporting CP la general. Rangers a câștigat cu regula golului din deplasare.

## Sferturi
| Echipa 1             | General  | Echipa 1       | Tur   | Retur |
| -------------------- | -------- | -------------- | ----- | ----- |
| Steaua București     | 1 - 1(a) | Bayern München | 1 - 1 | 0 - 0 |
| Torino               | 1 - 2    | Rangers        | 1 - 1 | 0 - 1 |
| Åtvidaberg           | 2 - 4    | Dinamo Berlin  | 0 - 2 | 2 - 2 |
| Steaua Roșie Belgrad | 2 - 3    | Dinamo Moscova | 1 - 2 | 1 - 1 |

### Prima rundă
| Torino     | 1 – 1 | Rangers      |
| ---------- | ----- | ------------ |
| Pulici 61' |       | Johnston 12' |

### A doua rundă
| Rangers       | 1 – 0 | Torino |
| ------------- | ----- | ------ |
| MacDonald 46' |       |        |

Rangers a câștigat cu 2–1 la general.

## Semi-finale
| Echipa 1       | General  | Echipa 1       | Tur   | Retur |
| -------------- | -------- | -------------- | ----- | ----- |
| Bayern München | 1 - 3    | Rangers        | 1 - 1 | 0 - 2 |
| Dinamo Berlin  | 2 - 2(p) | Dinamo Moscova | 1 - 1 | 1 - 1 |

### Prima rundă
| Bayern München | 1 – 1 | Rangers          |
| -------------- | ----- | ---------------- |
| Breitner 21'   |       | Zobel 47' (o.g.) |

| Dinamo Berlin        | 1 – 1 | Dinamo Moscova   |
| -------------------- | ----- | ---------------- |
| Johannsen 83' (pen.) |       | Yevriuzhikin 54' |

### A doua rundă
| Rangers                | 2 – 0 | Bayern München |
| ---------------------- | ----- | -------------- |
| Jardine 1' Parlane 22' |       |                |

Rangers a câștigat cu 3–1 la general.
| Dinamo Moscova   | 1 – 1 | Dinamo Berlin |
| ---------------- | ----- | ------------- |
| Yevriuzhikin 58' |       | Netz 37'      |

Dinamo Berlin 2–2 Dinamo Moscova la general. Dinamo Moscova a câștigat cu 4–1 la penaltiuri.

## Finala
| Rangers                     | 3 – 2 | Dinamo Moscova               |
| --------------------------- | ----- | ---------------------------- |
| Stein 23' Johnston 40', 49' |       | Eshtrekov 60' Makhovikov 87' |